# Anoncus borealis
Anoncus borealis là một loài tò vò trong họ Ichneumonidae.